# Rhaphidorrhynchium trachychaeton
Rhaphidorrhynchium trachychaeton là một loài Rêu trong họ Sematophyllaceae. Loài này được (F. Muell.) Broth. miêu tả khoa học đầu tiên năm 1925.